# Antonio Maceo

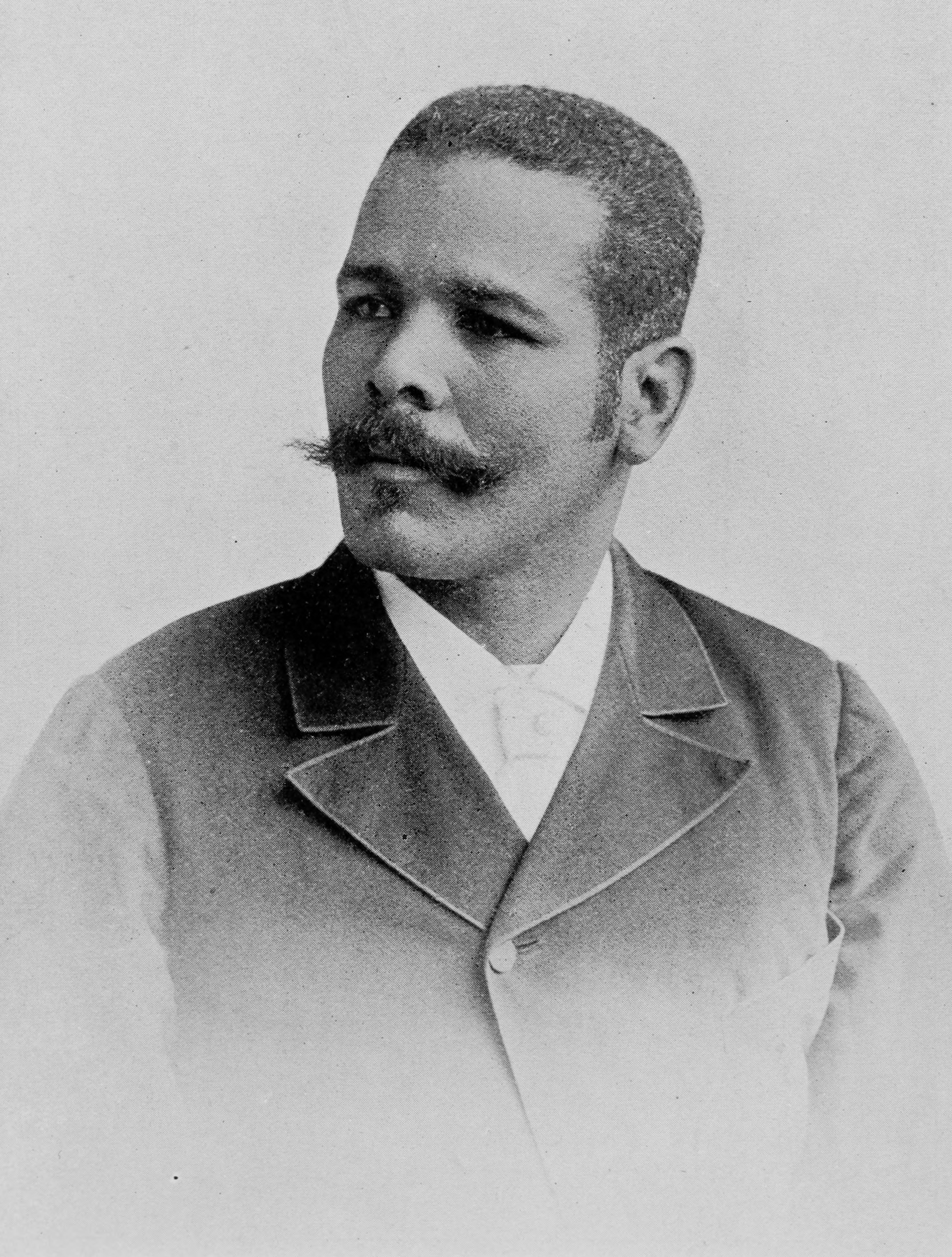
Antonio Maceo Grajales

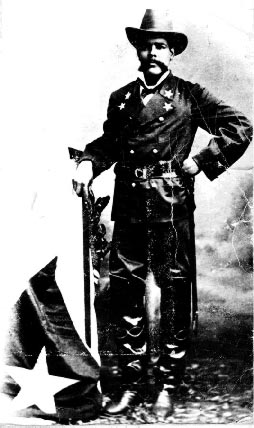
Lugarteniente Antonio Maceo in Uniform

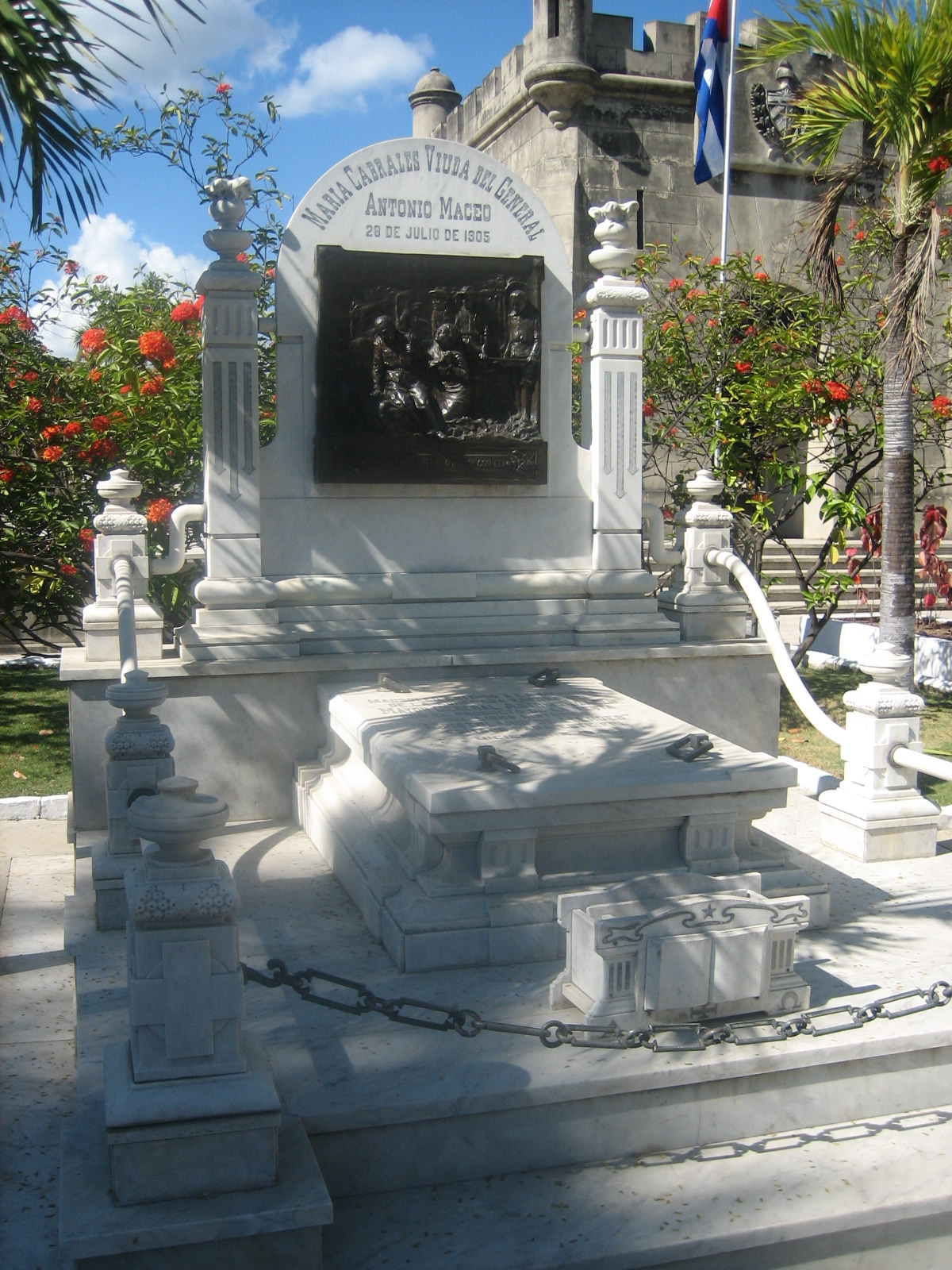
Grab von Maceos Witwe auf dem Friedhof Santa Ifigenia in Santiago de Cuba

Antonio Maceo Grajales (* 14. Juni 1845 in Santiago de Cuba; † 7. Dezember 1896 in San Pedro, Havanna) war ein kubanischer General der Unabhängigkeitskriege von 1868 bis 1898.
Maceo gilt zusammen mit Máximo Gómez als der wichtigste militärische Führer der kubanischen Unabhängigkeitskriege (1868–1898) gegen die spanische Kolonialmacht, die Kuba seit der Eroberung von 1492 besetzt hielt. Als 1878 die politische Führung der kubanischen Unabhängigkeitsbewegung keine Aussicht mehr für einen militärischen Erfolg sah und einen Friedensvertrag mit Spanien schloss, widersetzte sich Maceo. Er wollte den Kampf bis zur Erfüllung der wichtigsten sozialen Ziele der Revolution wie die Abschaffung der Sklaverei fortsetzen. Aufgrund der rassistischen Propaganda gegen ihn beschränkte er sich aber darauf, den Kampf aus dem Exil zu organisieren. Der sogenannte Kleine Krieg (spanisch: La Guerra Chiquita) endete für die kubanische Seite 1881 erfolglos.
Die Bedeutung des Mulatten Maceo liegt aber auch darin, dass er dem revolutionären Krieg, der ursprünglich von den Großgrundbesitzern des Ostens Kubas begonnen wurde, die Komponente des Kampfes für soziale Gerechtigkeit hinzufügen konnte.

## Leben
Antonio Maceo Grajales wurde als Sohn eines venezolanischen Mulatten und einer afrokubanischen Frau geboren. 1868 trat er als Gefreiter in die Unabhängigkeitsarmee ein. Fünf Jahre später wurde er wegen seiner Leistungen im Kampf gegen die spanische Armee in den Rang eines Generals befördert.
Dem kubanischen Revolutionär und Dichter José Martí gelang es schließlich, Antonio Maceo und den ehemaligen Oberbefehlshaber der kubanischen Revolutionstruppen Máximo Gómez zu einer Neuaufnahme des Unabhängigkeitskrieges zu bewegen. Maceo kehrte nach Kuba zurück, als der Krieg mit Spanien erneut begann.  Zwischen 1895 und 1898 wurde die spanische Kolonialmacht entscheidend geschwächt, so dass die Vereinigten Staaten die Insel Kuba ohne größeren Widerstand im Krieg gegen Spanien (Spanisch-Amerikanischer Krieg) 1898 besetzen konnten. 
Maceos berühmteste Kampagne im kubanischen Befreiungskrieg war die Invasion Westkubas. Der große militärische Erfolg Maceos beruhte insbesondere darauf, dass es ihm gelang, den Guerillakrieg auf den Westen des Landes auszudehnen, wo sich die wichtigste wirtschaftliche Ressource der spanischen Kolonialmacht, die Zuckerproduktion, befand. Seine Truppen bestanden hauptsächlich aus Afrokubanern zu Pferd legten in 92 Tagen mehr als 1.000 Meilen zurück, wobei es zu 27 einzelnen Kampfhandlungen kam.
Im Juli 1895 kam es zu einem Gefecht bei Bayamo, bei dem Maceo verwundet wurde und in Gefangenschaft  geriet. Anfang September 1895 wurde er von den Aufständischen zum Kapitän-General ernannt.
Der spanische General Valeriano Weyler verfolgte Maceo energisch. Am 7. Dezember 1896 wurde Maceo gefangen genommen und getötet, als er versuchte, sich wieder den Streitkräften von Maximo Gómez anzuschließen. Die zunächst nur als Gerücht angesehene Meldung seines Todes konnte bestätigt werden, als er anhand von bei seiner Leiche gefundenen Kleidungsstücken, Waffen und Papieren identifiziert werden konnte.
Sein Tod führte zu einer weiteren Resolution des Kongresses für kriegerische Rechte für Kuba. Antonio Maceo wurde auf der Finca El Cacahual in Havanna beerdigt.

## Ehrungen
Die Flughäfen Aeropuerto Antonio Maceo in Santiago de Cuba und Aeropuerto Mariana Grajales in Guantánamo und wurden zum Gedenken an die Beiträge Antonios und seiner Mutter im Kampf um die Befreiung Kubas nach ihnen benannt.
Sein Porträt ist auf der 5-Peso-Banknote abgebildet.
Antonio Maceo gewidmete Denkmäler gibt es unter anderem am Platz der Revolution in Santiago de Cuba und am Malecón von Havanna in Höhe des Hermanos-Ameijeiras-Krankenhauses.
In Santiago de Cuba ist ein für internationale Spiele zertifiziertes Fußballstadion nach ihm benannt.

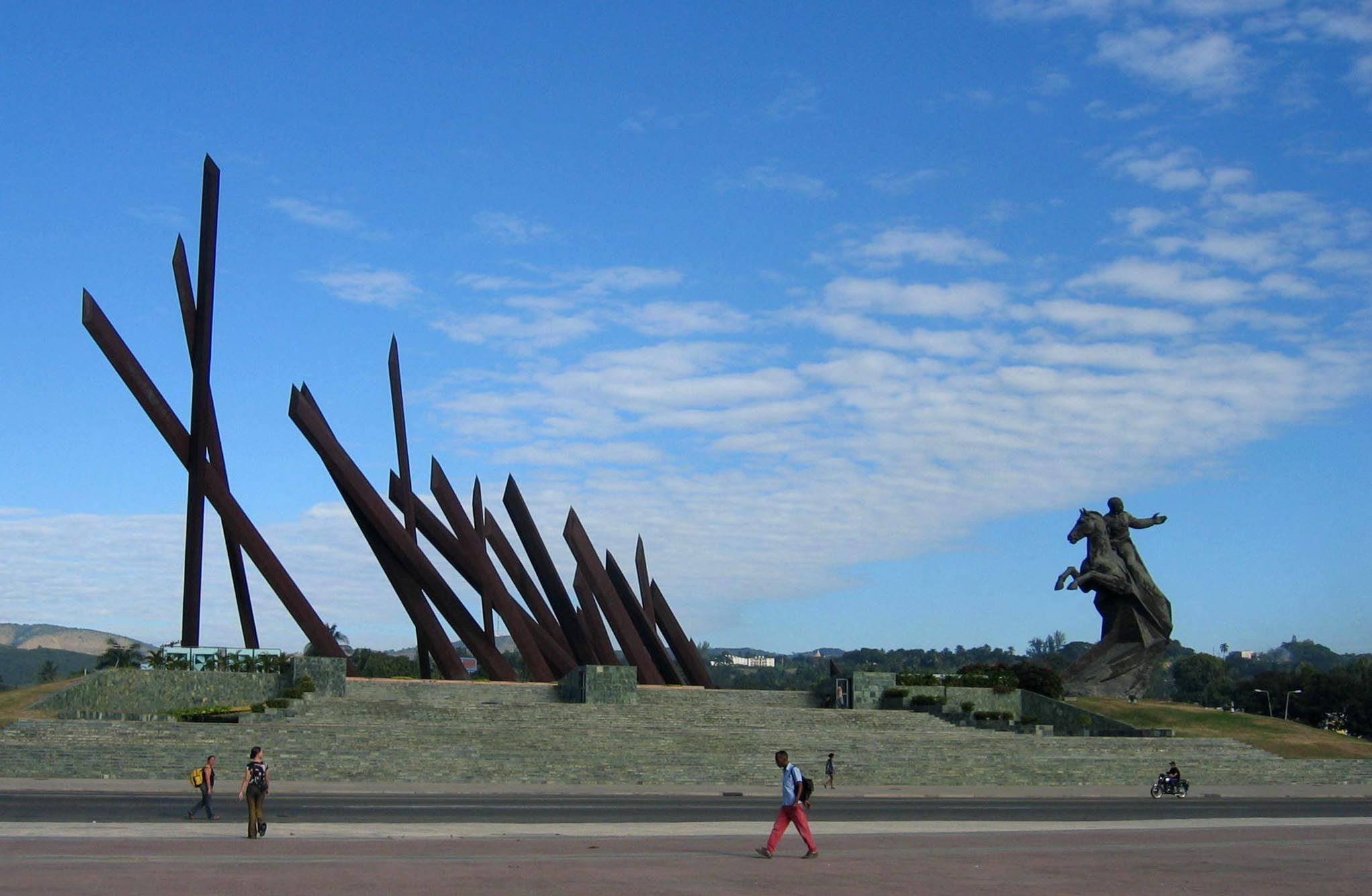
Maceo-Denkmal in Santiago de Cuba
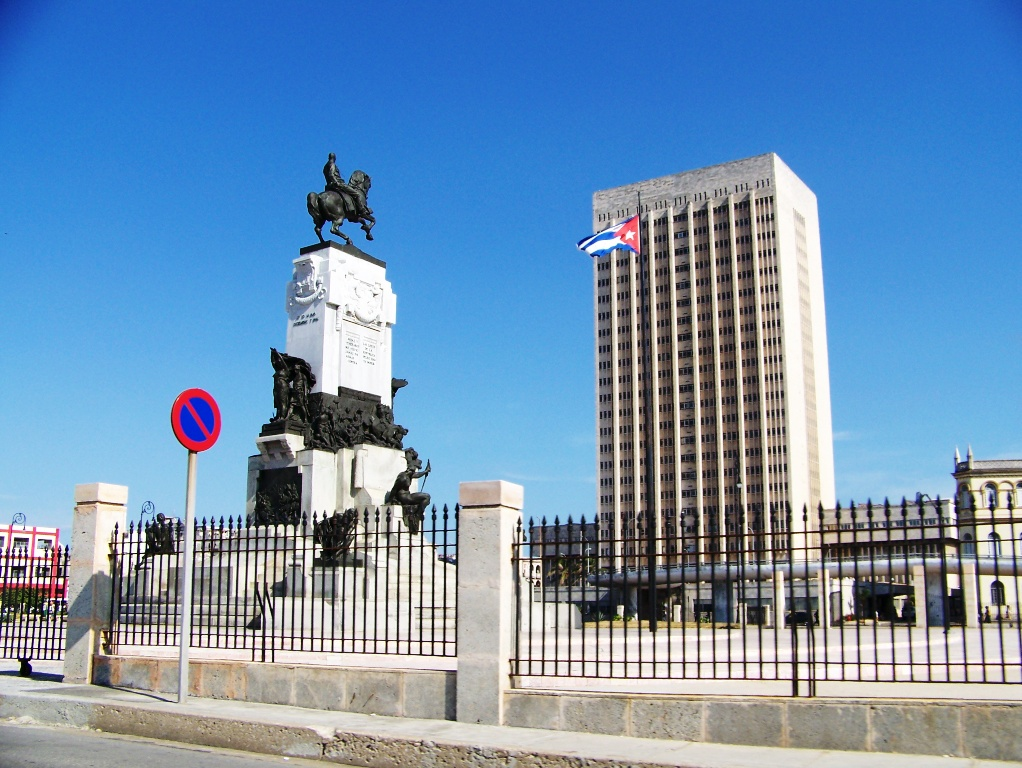
Maceo-Denkmal in Havanna